# Спящий Гермафродит
Спящий Гермафродит — римская копия древнегреческой скульптуры II века до нашей эры. Она была упомянута в «Естественной истории» Плиния Старшего. Эта скульптура имеет множество древних реплик, наиболее известные из них хранятся в Уффици во Флоренции, в Санкт-Петербургском Эрмитаже, Национальном музее Рима, галерее Боргезе, в парижском Лувре. В эпоху Возрождения на фоне интереса к античной культуре также было сделано множество копий.
Скульптура изображает персонажа древнегреческой мифологии Гермафродита, тело которого сочетает женские (грудь и бедра) и мужские (гениталии) черты. Лежащая фигура наполовину повернута на бок, голова лежит на скрещенных руках. Предположительно скульптура сочетает образы Афродиты и феминизированного Диониса. Скульптура предполагает круговой обход. Вначале, с одной стороны зритель видит обнажённую женскую фигуру, изображённую в томной позе, по эллинистической традиции. Затем, с другой стороны неожиданно можно увидеть натуралистично выполненные мужские гениталии, что полностью отражает античный миф и платоническую философию, но в данном случае провоцирует исключительно эротическое восприятие.
Римская копия скульптуры была обнаружена в Риме в 1608 году на территории монастыря при церкви Санта-Мария-делла-Виттория рядом с термами Диоклетиана и садами Саллюстия. Она стала частью знаменитой коллекции кардинала Шипионе Боргезе и получила название «Гермафродит Боргезе». В 1620 году Джованни Лоренцо Бернини создал ложе для скульптуры. В 1807 году Наполеон I купил у своего шурина принца Камилло Боргезе значительную часть собрания Боргезе для экспозиции Лувра, где «Спящий Гермафродит» хранится до сих пор (зал 348).
Предполагается, что «Спящий Гермафродит» стал прототипом для картины «Венера с зеркалом» испанского художника Диего Веласкеса.